# Saint-Rémy-de-Sillé
Saint-Rémy-de-Sillé és un municipi francès situat al departament del Sarthe i a la regió de País del Loira. L'any 2007 tenia 764 habitants.

## Demografia

### Població
El 2007 la població de fet de Saint-Rémy-de-Sillé era de 764 persones. Hi havia 324 famílies de les quals 108 eren unipersonals (48 homes vivint sols i 60 dones vivint soles), 108 parelles sense fills, 92 parelles amb fills i 16 famílies monoparentals amb fills.
La població ha evolucionat segons el següent gràfic:
Habitants censats

### Habitatges
El 2007 hi havia 408 habitatges, 334 eren l'habitatge principal de la família, 29 eren segones residències i 45 estaven desocupats. 398 eren cases i 8 eren apartaments. Dels 334 habitatges principals, 236 estaven ocupats pels seus propietaris, 92 estaven llogats i ocupats pels llogaters i 6 estaven cedits a títol gratuït; 7 tenien una cambra, 34 en tenien dues, 34 en tenien tres, 77 en tenien quatre i 182 en tenien cinc o més. 276 habitatges disposaven pel capbaix d'una plaça de pàrquing. A 153 habitatges hi havia un automòbil i a 135 n'hi havia dos o més.

### Piràmide de població
La piràmide de població per edats i sexe el 2009 era:
| Homes | Edats   | Dones |
| ----- | ------- | ----- |
| 4     | 95 o +  | 0     |
| 0     | 90 a 94 | 4     |
| 8     | 85 a 89 | 12    |
| 4     | 80 a 84 | 12    |
| 12    | 75 a 79 | 24    |
| 12    | 70 a 74 | 20    |
| 36    | 65 a 69 | 32    |
| 8     | 60 a 64 | 20    |
| 16    | 55 a 59 | 8     |
| 24    | 50 a 54 | 16    |
| 24    | 45 a 49 | 24    |
| 24    | 40 a 44 | 24    |
| 24    | 35 a 39 | 28    |
| 36    | 30 a 34 | 36    |
| 20    | 25 a 29 | 16    |
| 20    | 20 a 24 | 28    |
| 32    | 15 a 19 | 28    |
| 28    | 10 a 14 | 32    |
| 20    | 5 a 9   | 36    |
| 16    | 0 a 4   | 16    |

## Economia
El 2007 la població en edat de treballar era de 493 persones, 348 eren actives i 145 eren inactives. De les 348 persones actives 322 estaven ocupades (178 homes i 144 dones) i 26 estaven aturades (11 homes i 15 dones). De les 145 persones inactives 59 estaven jubilades, 43 estaven estudiant i 43 estaven classificades com a «altres inactius».

### Ingressos
El 2009 a Saint-Rémy-de-Sillé hi havia 341 unitats fiscals que integraven 797 persones, la mediana anual d'ingressos fiscals per persona era de 16.539 €.

### Activitats econòmiques
Dels 21 establiments que hi havia el 2007, 2 eren d'empreses extractives, 1 d'una empresa alimentària, 2 d'empreses de fabricació d'altres productes industrials, 1 d'una empresa de construcció, 7 d'empreses de comerç i reparació d'automòbils, 1 d'una empresa d'hostatgeria i restauració, 1 d'una empresa financera, 1 d'una empresa immobiliària, 2 d'empreses de serveis, 2 d'entitats de l'administració pública i 1 d'una empresa classificada com a «altres activitats de serveis».
Dels 4 establiments de servei als particulars que hi havia el 2009, 1 era un taller de reparació d'automòbils i de material agrícola, 1 electricista, 1 perruqueria i 1 agència immobiliària.
Els 2 establiments comercials que hi havia el 2009 eren supermercats.
L'any 2000 a Saint-Rémy-de-Sillé hi havia 18 explotacions agrícoles que ocupaven un total de 430 hectàrees.

## Equipaments sanitaris i escolars
El 2009 hi havia 1 farmàcia i 1 ambulància.
El 2009 hi havia una escola elemental.

## Poblacions més properes
El següent diagrama mostra les poblacions més properes.